# Andy Fahlke
Andy Fahlke (* 30. Mai 1979 in Hamburg) ist ein ehemaliger deutscher Tennisspieler.

## Karriere
Zu seinen Erfolgen in der Jugend zählten mehrere Hamburger Meistertitel und der Sieg bei der Norddeutschen Meisterschaft (U14). Er war Deutscher Vizemeister im Einzel (U16) und Deutscher Meister im Doppel (U18).
Am 21. Februar 2000 erreichte er mit Nummer 181 der Weltrangliste seine höchste internationale Platzierung. Zu seinen besten Ergebnissen gehörten die Finalteilnahmen der Challenger-Turniere in Hamburg und Lübeck im Jahr 2000 und die Finalteilnahme in Wolfsburg im Jahr 2001. Diese Turniere fanden in der Halle auf Teppich statt, was zugleich sein favorisierter Bodenbelag war. Auf Sand konnte er 2000 in Budapest das Halbfinale erreichen. Zweimal trat er auf Ebene der ATP Tour an: 2000 stand er dank einer Wildcard im Hauptfeld der Einzelkonkurrenz in München. Im Hauptfeld der Doppelkonkurrenz von Hamburg kam er zu seinem einzigen Doppelmatch auf diesem Niveau. Beide Male schied er in der ersten Runde aus.
Im Alter von 23 Jahren beendete er seine internationale Karriere. Heute arbeitet Fahlke als Tennistrainer für verschiedene Vereine und in seiner eigenen Tennisschule im TC Oberkirch. Außerdem ist Fahlke als Psychotherapeut tätig.